# Лоренцо Пелегрини
Лоренцо Пелегрини (на италиански: Lorenzo Pellegrini) е италиански футболист, полузащитник, който играе за Рома.

## Кариера

### Рома
Пелегрини, който страда от аритмия като малък, се присъединява към академията на Рома на деветгодишна възраст. След като преди това играе за клуба в Младежка лига на УЕФА, той прави дебюта си на 18-годишна възраст за основния отбор с треньора Руди Гарсия на 22 март 2015 г., като заменя Салих Учан при победата с 1:0 в Серия А над Чезена.

### Сасуоло
На 30 юни 2015 г. Пелегрини подписва със Сасуоло срещу 1,25 милиона евро. Що се отнася до споразумението за трансфера, Рома запазва клауза за обратно откупуване, която предоставя на клуба възможност да закупи отново Пелегрини на бъдещ етап. Дебютира за Сасуоло на 8 ноември 2015 г., при 1:0 над Карпи, и отбелязва първия си гол на следващия месец, когато вкарва за 3:0 над Сампдория. Общо изиграва 20 мача за сезона, включително един в Копа Италия, и вкарва 3 гола. По време на сезон 2016/17, Пелегрини става най-младият футболист с 10 попадения в една кампания от Серия А, като до 10 април 2017 г. регистрира 6 гола и 4 асистенции. Той прави 34 участия във всички състезания за кампанията, отбелязвайки 8 гола, регистрирайки 7 асистенции.

### Рома
На 30 юни 2017 г. Рома упражнява клаузата за обратно откупуване в размер на 10 милиона евро, за да го върне в Рим с договор за 5 години. В същия ден, юношата Федерико Ричи се присъединява към Сасуоло за 3 милиона евро.